# 歐洲人權公約
《歐洲人權公約》（European Convention on Human Rights, ECHR）全名為《歐洲保障人權和基本自由公約》（Convention for the Protection of Human Rights and Fundamental Freedoms），為一個保障歐洲人權與基本自由的國際公約。其於1950年左右開始起草，其後在歐洲委員會（Council of Europe, CoE）的支持下為歐洲各國所簽署，於1953年9月3日正式生效。目前所有歐洲委員會的成員國均為本公約的締約國之一，且新加入的成員也將被要求批准這個公約。
《歐洲人權公約》設立了歐洲人權法院，任何人只要認為自身權利受到本公約締約國的侵害時，皆可向歐洲人權法院提起訴訟。該法院的判決雖然並非自動具有法律上的拘束力，但該法院仍有權力去判定損害賠償。建立一個保護個人的人權免於受到侵害的法院，對於國際人權公約而言為創新之舉，其使個人在國際舞台上（過去只有國家被認為可以參與國際法的形塑）扮演了更積極主動的角色。故可知，本公約不僅為一個國際人權公約，而且其提供個人相當高度的保障。當然，國家亦可在歐洲人權法院對於另一國提起訴訟，不過這種權利至今並不常被使用。
在第11號議定書被正式施行以前，個人並沒有直接使用歐洲人權法院的權利，他們必須先向歐洲人權委員會申請，假如委員會認為該案的提起具有相當之理由時才會讓該案進入到歐洲人權法院進行審理。另一方面，縱使批准歐洲人權公約，國家仍然可以選擇保留特定的條款而不讓人民使用歐洲人權委員會，如此將限制個人受到歐洲人權法院保護的可能性。而第11號議定書施行之後，廢止歐洲人權委員會，且擴大了歐洲人權法院的權限（接收歐洲人權委員會的功能與權力）。同時在此之後，允許個人可以直接向該法院提起訴訟。在批准第11號議定書以後，所有的國家皆同意該法院對於個人所提起控告締約國的訴訟具有管轄權。
本公約有相當多號的議定書。舉例而言，第13號議定書便要求成員國完全廢除死刑。而議定書本身必須經由各國的同意，當然，各國皆能了解到其必須盡可能的成為這些議定書的締約國之一。

## 歷史與本質

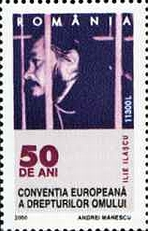
西元2000年發行的郵票，用以紀念《歐洲人權公約》誕生50周年。

《歐洲人權公約》是在第二次世界大戰後由歐洲委員會開始進行起草。Sir David Maxwell-Fyfe於1949年到1952年擔任該委員會的法律及行政部門的首長期間，監督著整個公約的起草過程。公約的設計本身是揉合了英國、法國及其他歐洲成員國中能穩固保障「有效的政治民主」之傳統公民自由。公約於1950年11月4日在羅馬開放簽署，並於1953年9月3日被批准並開始施行。公約本身藉由歐洲人權法院以及歐洲委員會加以監督。直到最近，本公約亦受到歐洲人權委員會的監督。而其運作的程序為，在原告竭盡其所在成員國內任何的救濟管道後，若原告仍然認為其受到自然法保障的人權未能獲得充分的保障時，則原告可以向歐洲人權法院提起訴訟。在過去，歐洲人權委員會可以審查是否駁回該訴訟，若認為該案有資格進入法院時，並能就該案提供意見，不過這個程序現在已經被廢止了。
而《歐洲人權公約》本質上為一種概括性的條款，其制訂方式類似於英國權利法案、美國權利法案、法國的人權和公民權宣言以及德國基本法的第一章的立法方式（甚至更進步）。條文的陳述原則，從法律的觀點觀之，其本身並未限定範圍，而需要法院在特定的個案中就其情況做出解釋。

## 公約條文
在第11號議定書修正公約後，《歐洲人權公約》可以分為三個部分。主要的權利和自由規定在第一章，其包含第2條到第18條。第二章（第19到51條）則規定歐洲人權法院及其運作規則。第三章則是其他各式各樣的條款。
在第11號議定書施行以前，第二章（第19條）規範委員會和法院，第三章（第20到37條）和第4章（第38到59條）則在規範委員會和法院各自間高度機械性的運作規則。而第5章則是在規範其他各式各樣的條款。
在第一章裡面的條文大多是由兩段話所構成：第一段話規定出基本權利和自由，而在第二段中則包含了許多對於前段所稱的基本權利或自由所規定的排除條款、例外條款、限制條款。

### 第1條 - 尊重人權
第1條的規定僅是在規範本公約的各個簽署國必須要確保本公約所列出的權利與自由可以在「其管轄範圍內」獲得充分的保障。在某些特殊請況下，「管轄」並不僅指締約國本國領土範圍內而言，確保公約所列出的權利與自由能被充分保障的義務尚及於外國領域，締約國實際控制的外國領土即為其例之一。

### 第2條 - 生命權
第2條保障了每個人的生命權。本條的第一項內容排除了合法執行死刑的狀況，另外，在第二項的部分規定，為了保護自己或他人、逮捕嫌疑犯或逃犯、以及鎮壓暴動或叛亂而「絕對必要」使用武力進而造成生命的剝奪時，並不被認為違反本條之規定。
值得注意的是，對於合法剝奪他人生命的例外情形在各該國家同時也批准第6號及第13號議定書的情況下，將受到更進一步的限制。另外，此種權利在和平時期也不能依據本公約第15條而被免除。
直至1995年以前，歐洲人權法院對於生命權並未作出明確的表示，不過在McCann v. United Kingdom一案中，其認為本條第二項的例外狀況並非在建構何種情況下允許殺人，而是在何種情況下可以使用可能遭致人員傷亡的武力。。
另外，歐洲人權法院認為，每個成員國在公約第2條規定之下，有下列三個主要的義務：
1. 避免任何人遭受到非法殺戮之義務
2. 調查任何原因可疑的死亡之義務
3. 在特定情況下，採取積極的手段去避免任何可預見的生命傷亡之義務

### 第3條 - 免於酷刑與不人道或侮辱待遇之自由
第3條主要在禁止酷刑以及不人道或侮辱的待遇。且就此權利本身並未有任何例外或限制規定。本條規定通常除了被用於禁止酷刑之外，亦被用於禁止嚴重的警察暴力情形以及極為差勁的拘留環境。
歐洲人權法院強調第三條為一種「絕對條款...不論被害者的行為為何。」該法院同時也解釋本條認為，任何成員國皆應被禁止將任何人驅逐或遣返至可能使其遭受到酷刑或不人道或侮辱之待遇或處罰的國家。
最初，歐洲人權法院對於是否構成酷刑採取較為嚴格的解釋，其常常傾向於認為該國是觸犯了禁止不人道和污辱待遇的對待。因此法院認為像是睡眠剝奪、將人置於強烈噪音的環境下或是要求他們將四肢伸長到極限並靠著牆站著一段期間並不會構成酷刑。事實上，歐洲人權法院只有在1996年時曾經宣告過有國家觸犯了禁止酷刑的規定，在該案中，一個被拘留的嫌犯被以手和胳膊被綁在他的背後的姿勢吊了起來。自此之後，歐洲人權法院傾向以更開放的認定方式來決定是否某個國家觸犯了禁止酷刑的規定，且甚至認為歐洲人權公約是屬於一種「活的文件」，過去被認為是不人道或污辱待遇的處置將來有可能被法院認為是屬於酷刑。

### 第4條 - 免於強制或強迫勞役之自由
第4條規定人民有免於受到奴役或是強迫勞動的權利。不過在以下情況例外：徵兵、替代役、監獄勞動、國家確實受到災難或緊急情況所要求的勞役、以及「一般性的公民義務」。

### 第5條 - 人身自由及安全之權利
第5條規定，每個人都享有人身自由及安全的權利。但就「人身自由和安全」本身屬於一種不確定法律概念。就人身安全而言，目前仍未見到歐洲人權法院對其有任何解釋。且本條所稱的「人身自由」，在某些合法的情況下仍會受到限制，像是對於嫌疑犯或是犯罪者的逮捕，或是為了執行判決而將人監禁。
本條亦規定在人民受到逮捕或任何控訴時，有以其所能了解的語文立即告知被捕理由及被控罪名的權利。並有權利在合理的時間內透過快速的司法程序決定其被拘留或逮捕的合法性，並應有權在合理的時間內受審或在審判前釋放。另外，就違反本條規定而受逮捕或拘留的任何人都應應有權可以請求損害賠償。
- Steel v. United Kingdom（1998）28 EHRR 603

### 第6條 - 公平審判之權利
歐洲人權公約的第6條規定了詳盡的公平審判之權利，包含在合理的時間內，接受獨立且公正的法庭公開審理、無罪推定原則、以及其他當個人受到刑事控告時所應享有的最低基本權利（有足夠的時間及設備可以準備防禦的方法、接近訴訟代理人的權利、和證人交互詰問的權利、請求免費翻譯員協助的權利）。第6條規定：
'在他的民事權利和義務的判定，或對他的任何刑事指控時，人人都有權在合理的時間內進行公正的和公開的審訊由一個"獨立"的和"無偏倚"的法庭進行，由依法設立的...'
目前，法院發現違反公約本條最大宗的部分應屬民事或刑事程序的訴訟遲延，這違反了本條中「在合理的時間內」受到審判的規定，而這部分的案子多數對象為義大利和法國。而就本條中「獨立且公正的法院」之規定，法院曾經認定土耳其國家安全法院的軍事審判有違本條之意旨，土耳其已經於其後通過新的法律廢除這些法院，以符合公約本條之意旨。
其他較為重要的違反應屬第6條中的「對抗條款」（與證人交互詰問之權利）之違反。就此，可能會被以第6條提起訴訟的問題通常出在國內法允許使用傳聞證據。

### 第7條 - 罪刑法定原則之保障
本條禁止任何刑事相關的法律溯及既往。任何人就其所從事的行為，不論是作為或不作為，若行為時該行為尚非國內法或國際法所規定可以追訴的犯罪行為，則行為人不應因該行為而受到處罰。同時也禁止判處較行為時法律所規定之刑罰還要更重的刑罰。第7條將一個重要的法律原則納入公約中：無法律即無犯罪與刑罰。（nullum crimen, nulla poena sine lege）。

### 第8條 - 隱私權
第8條規定每個人的「私人及家庭生活、其家庭以及其通訊隱私」的權利與自由必須受到尊重，若需要對此做出限制，則必須「符合法律規定」且「為民主社會所必需」。本條明確的規定，每個人皆有免於受到非法搜索的權利；另一方面，歐洲人權法院就公約中所規定的「私人及家庭生活」做出了相當廣闊的解釋以保護此等權利。法院認為，在彼此合意的情況下，對同性之間性行為處罰的法律違反了本條規定，此與美國聯邦最高法院的見解相比較，其對隱私權採取了相當廣闊的解釋。更有進者，本條亦課予了國家「積極義務（Positive obligations）」：儘管傳統對於人權的保護通常被解釋為禁止國家干涉這些權利，且因此而必須要採取「不作為」的態度（譬如說，基於家庭生活的保護，不能任意的拆散一個家庭），但要能實質的享受此等權利有時必須要課予國家更積極的義務，且必須要有所「作為」（譬如說，使離婚的配偶有接近其小孩的方式）。

### 第9條 - 思想、信仰及宗教自由
第9條規定了思想自由、信仰及宗教自由的權利。其中包含了改變宗教或信仰的自由，以及信奉、傳授、實踐以及奉行不同宗教或信仰的自由。但這些都必須受到「符合法律規定」以及「為民主社會所需」的限制。

### 第10條 - 言論自由
第10條規定了「言論自由」，但其仍然必須受到「符合法律規定」和「為民主社會所需」的限制。而其內容包含了保有己見的自由，接受和傳遞資訊及想法的自由。
- Lingens v. Austria（1986）8 EHRR 407
- The Observer and The Guardian v. United Kingdom（1991）14 EHRR 153, the "Spycatcher" case.
- Bowman v. United Kingdom（1998）26 EHRR 1
- Communist Party v. Turkey（1998）26 EHRR 1211
- Appleby v. United Kingdom（2003）37 EHRR 38

### 第11條 - 集會及結社自由
第11條保障了結社和集會自由，包含組成工會的權利，但這些權利都必須要受到「符合法律規定」以及「為民主社會所需」的限制。
- Vogt v. Germany（1995）
- Yazar, Karatas, Aksoy and Hep v. Turkey（2003）36 EHRR 59

### 第12條 - 結婚及組織家庭之權利
本條規定，達到法定結婚年齡的男女有權成立婚姻關係並且成立家庭。
不過，在許多判決中，歐洲人權法院到目前為止仍然拒絕將本條的適用範圍擴及至同性婚姻。其認為本條原先預定適用的範圍應該僅限於異性婚姻，而不及於同性婚姻。
另外，對於手術後的變性人，其與不同於其新性別的其他人結婚也被認為在12條的禁止範圍之內（Goodwin v. United Kingdom；I. v. United Kingdom）。儘管於這兩案中，法院表示了與2002年的Rees v. United Kingdom案不同的看法，但大致上並沒有改變第12條的保護範圍「限於不同性別間」的婚姻此種見解。需注意的是，英國的性別承認法（Gender Recognition Act）現在要求其中一人為變性人的已婚伴侶，在其變性的一方取得性別承認證書（Gender Recognition Certificate）以前，必須要去註銷他們的婚姻關係。。
歐洲人權法院在Schalk & Kopf案中裁定，雖然不強制各國為同性伴侶提供結婚許可，但是如果一個國家一旦允許同性婚姻，則必須與異性戀有同樣的條件：以防止違反第14條禁止歧視的規定。此外，法院在2015年Oliari及其他人訴意大利案中裁定，國家有積極義務確保有承認和保護同性伴侶的具體法律。

### 第13條 - 有效獲得國內司法救濟之權利
第13條規定，在人民於公約中規定擁有的權利受到侵害時，必須要能夠獲得國家機關的有效救濟。若人民無法有效的獲得國內法院之救濟，該國將違反公約所規定得此等義務，而人民可以就此對該國提起獨立的訴訟。

### 第14條 - 禁止歧視
本條的內容主要在規定禁止歧視，而其禁止的範圍可謂寬，亦可謂窄。一方面，本條所保護禁止歧視的對象相當的廣泛，本條列舉了像是性別、種族、膚色、語文、宗教、政治...等對象，且更重要的是，本條規定並非完全以列舉的方式規定，尚包含了概括式的規定。但另一方面，本條禁止歧視的範圍卻僅限於公約中有規定的權利和自由，因此，主張受本條保護之人，必須要說明其所受到歧視的是屬於公約中的哪一種權利。不過第12號議定書對於此種保護延伸到了任何法律上的權利，即使是公約中所未保障，而僅為國內法所保障的權利或自由，亦得援引本條做為禁止歧視的依據。

### 第15條 - 公約義務的免除
第15條允許締約國於其處於「戰爭或其他危及國家存亡的緊急情況」時可以「減免（derogate）」公約所保障之特定權利。然而，其受到下列要件的限制：
1. 必須要是危及到該國存亡之公共緊急威脅；
2. 其採取的程度必須被嚴格限制在「排除該等緊急狀況所必須」；
3. 且該手段仍然必須要符合該國基於國際法所應遵守的其他義務。

2001年11月，英國政府表示，該國目前正處於一種緊急的狀態，且其因此而有必要實施2001年反恐怖活動、罪行和保安法令第四部分，並且在未經控訴的情況下，無限期的將數名恐怖分子嫌疑犯拘留在貝爾馬什監獄（Belmarsh Prison），一直到將那些人驅逐出境為止。這種情況一直持續到2005年4月，在英國上議院高等法官於2004年12月16日認定英國政府的主張將有違公約的規範之前，英國政府皆如此為之。霍夫曼法官於判決中更進一步的說道：
The real threat to the life of the nation, in the sense of a people living in accordance with its traditional laws and political values, comes not from terrorism but from laws such as these. That is the true measure of what terrorism may achieve. It is for Parliament to decide whether to give the terrorists such a victory.
其他像是愛爾蘭於1957年7月到12月期間以及1978年、希臘於1969年、北愛爾蘭於1988年、土耳其於1996年時，皆曾經適用過本條款而免除該國履行公約上的義務。

### 第16條 - 對於外國人的限制
第16條規定允許成員國可以限制外國人在其國內的政治性活動。而歐洲人權法院曾經判決指出歐盟成員國的國民並非本條所指之「外國人」。

### 第17條 - 權利濫用
公約的第17條規定，任何人皆不能利用其於公約所保障的權利去廢止或限制公約上的權利。亦即，任何人或國家都不能藉由公約所賦予其的權利或自由去限制或是破壞他人於公約上所保障的另一種權利或自由。

### 第18條 - 權利範圍限制
第18條則在規定，任何公約所許可對於上述權利或自由的限制，不應該被適用於公約規定以外的任何目的。譬如說，第5條規定中所規定對於人身自由的限制，必須被嚴格限制在逮捕嫌疑犯並將之移送至法庭審理的狀況。藉口預審而將之拘留，並做為脅迫的手段，此乃限制了該人之自由，且不能被認為屬於第5條所規定的限制目的（將之送至法庭審理），因此而違反了第18條之規定。

## 擴充權利範圍的議定書
直至2010年1月，第15號議定書已經開放簽署了。而這些議定書主要可以分為兩個種類：變更公約中所規定之機關的議定書、以及增加公約所保護之權利範圍的議定書。就前者而言，其必須要經過所有成員國一致性的批准後才會生效開始施行；而後者則無此種要求，而其僅在批准該議定書的成員國中生效施行。

### 第1號議定書
就第1號議定書而言，摩納哥和瑞士已經簽署，但尚未批准。而安道爾則從未簽署和批准之。

#### 第1號議定書第1條 - 財產權
本條規定個人能夠和平的保有其財產之權利。

#### 第1號議定書第2條 - 受教育之權利
就第1號議定書第2條而言，其規定任何人都有受教育的權利，而且家長有權利依其宗教或信仰來選擇其子女所受的教育。然而其並非保障就任何等級的教育須符合任何特定品質。（Belgian linguistic case）。

#### 第1號議定書第3條 - 自由選舉權
本條規定了人民有具規則、自由及公平選舉的權利。
- Matthews v. United Kingdom（1999）28 EHRR 361

### 第4號議定書 - 免於因民事債務而受到監禁、遷徙自由、除籍之禁止
- 第1條規定，任何人有免於因民事債務而受到監禁的權利。
- 第2條規定，任何人皆有在其國內任意的合法遷徙之自由，且可以合法自由的離開國境至任何國家。
- 第3條規定，禁止任意除去任何人的國籍，而且任何人可以自由的進入其國籍國之中。
- 第4條規定，禁止集體驅逐外國人。

西班牙、土耳其和英國已經簽署了第4號議定書，但尚未批准。安道爾、希臘和瑞士則從未簽署這號議定書。

### 第6號議定書 - 限制實施死刑
本號議定書要求各個成員國必須僅在戰時或「逼近戰爭的狀態」下方能實施死刑。
目前所有歐洲委員會的成員國都已經簽署並批准了第6號議定書，前成員國俄羅斯已經簽署到尚未批准本號議定書。

### 第7號議定書 - 犯罪與家庭
- 第1條規定任何外國居民在面臨被驅逐時都有受到正當合法且公正的程序審理之權利。（非依法定程序不得驅逐外國人）
- 第2條規定，任何人在刑事案件中都有權利上訴。（刑事上訴權）
- 第3條規定則規定，任何人因為司法的處置不當而受害時，都應該受到補償。（免獄賠償權）
- 第4條則是在禁止重複審理。任何人一旦被判有罪或無罪，只要確定後即不能就該案再次審理。（一事不再理）
- 第5條規定，配偶間的權利是平等的。（配偶平等權）

儘管本議定書已經開放簽署達20年以上了，比利時、德國、荷蘭、西班牙、以及土耳其仍然尚未批准。英國更是從未簽署過這號議定書。

### 第12號議定書 - 反歧視
本號議定書在處理近時就公約第14條所擴張和不確定的反歧視領域，其將第14條延伸適用至任何法律所規定的權利以及公權力機關的任何行為之上。
本號議定書已經在2005年4月1日正式生效，且直至2009年7月為止已經有17個成員國批准本號議定書，另外有20個國家僅簽署但尚未批准本號議定書，而保加利亞、丹麥、法國、立陶宛、馬爾他、摩納哥、波蘭、瑞典、瑞士以及英國則尚未簽署本號議定書。
英國政府已經拒絕簽署第12號議定書，此乃基於英國政府認為，本號議定書中的文義適用範圍太過廣泛，而可能導致法院湧入大量測試本號議定書適用範圍的新案件。英國認為，第12號議定書中的「法律所闡明的權利（rights set forth by law）」這段文字可能會將英國所未加入的國際公約也包含在內，且因此可能導致這些公約「偷偷的」將其效力擴及至英國。因此英國認為本號議定書為一種「會妨礙、阻撓問題之解決的規章法令」，故英國拒絕簽署或批准本號議定書，直到歐洲人權法院處理這部分的意義為止。然而，由於歐洲許多有較多人口的國家，包含英國在內，皆未批准本號議定書，因此導致欠缺使法院適用本號議定書的案件，並進而阻擾法院處理本號議定書中英國所認為有問題的部分。但是英國政府「原則上同意歐洲人權公約應該有一個獨立的反歧視條款，而非依附於公約的其他權利之上（如同第14條那樣）。」
2009年產生了第一個因為違反本議定書而做出的判決─Sejdić and Finci v. Bosnia and Herzegovina。

### 第13號議定書 - 完全廢除死刑
本號議定書希望死刑能夠完全被廢除。而本議定書於2002年5月3日開放簽署，2003年7月1日正式生效。目前歐洲委員會的46個會員國裡，亞塞拜然尚未簽署此議定書，亞美尼亞則是已經簽署但尚未經國會批准；其餘44國皆已簽署並批准，亦即本號議定書對該國已有拘束力。

## 變更公約機構的議定書

### 第2、3、5、8、9以及10號議定書
公約中所訂明的機關已經由各號議定書修改多次。而這些議定書本身的內容並不涉及到公約實質權力的保障。而這些議定書除了第2號議定書以外，皆修正了公約的本文。第2號議定書並未修正公約本文，但是卻明訂其內容將視為公約的一部分。而這些議定書都需要各個歐洲委員會會員國全體一致批准後才能正式施行。

### 第11號議定書
第2、3、5、8、9以及10號議定書已經被於1998年11月1日生效的第11號議定書所取代，本號議定書就公約的機構做了根本的改變。廢止了歐洲人權委員會，允許個人可以直接向歐洲人權法院提起訴訟，同時賦予歐洲人權法院強制管轄權（在過去，各個成員國可以在排除歐洲人權法院管轄的狀況下批准本公約），並且改變了歐洲人權法院的結構。同時也廢止了部長委員會（英語：Committee of Ministers）的司法審查功能。

### 第14號議定書
第14號議定書跟隨著第11號議定書的腳步，更進一步的改善歐洲人權法院的效率。本號議定書試著設立一個「過濾機制」，若對於同一個國家，先前已審理過大致類似的案件，則後面提出的相似案件將可能被過濾掉，而不使其有機會進入法院中。在未來，若一個案件中聲請人並未遭受到「顯著的不利」時，則該案可能不被允許進入實質審理程序。
第14號議定書也引入新的機制，藉由部長委員會來協助執行法院的判決。委員會可以要求法院就其判決做出解釋，而且甚至可以在某個成員國不遵守法院先前對該國所做出的判決時，將該國交付法院審理。2010年2月18日，最後一個簽署本號議定書的國家俄羅斯批准本議定書之後，歐洲人權公約修訂的要件－－歐洲委員會的全體成員國批准－－已達成，第14號議定書於2010年6月1日生效。
另外，第14號議定書也允許歐盟作為非國家的單一主體加入歐洲人權公約（官方稱為「47+1」，因為公約原本已有47個簽約國），而歐盟也在2007年開放簽署、2009年生效的里斯本條約中將歐盟條約第6條第2項第1句修改為：「本聯盟參加歐洲人權公約。」自2010年5月底起（第14號議定書生效的前幾天），歐盟和歐洲委員會之間展開關於歐盟簽署歐洲人權公約的磋商，歷經數年、多次會議尚未完成。歐盟加入歐洲人權公約之所以複雜，不只因為歐盟是個比歐洲委員會對於各自的會員國整合更加密切的聯盟，也因為要將整個歐盟政府置於歐洲人權法院的管轄下，意味著現在的歐盟法院將多出一個外於歐盟的上級法院來監督其人權狀況。最近一次由歐盟和歐洲委員會進行的「47+1會議」是2013年1月21-23日，雙方針對歐洲人權公約的執行體制、公約內容修改可能性，交換了許多意見。2013年4月3-5日，最終報告出爐。
先前於2009年時，第14bis議定書，一份臨時協議開放簽署。本號議定書中允許單一法官就進入法院中的案件宣告不受理或駁回，並且賦予由三個法官所組成的委員會可以決定是否受理一個與該法院已經審理過並形成判決狀況相同的案件之權限。不過，隨著第14號議定書已經被所有的歐洲委員會成員國批准，本號議定書將會因為第14號議定書的生效而在2010年6月1日失其效力。

## 註解
1. ↑  在此所指的「歐洲委員會」（Council of Europe, CoE），並非「歐盟理事會」（Council of the European Union）或是「歐洲理事會」（European Council）。後二者是歐盟的權力機構，而歐盟目前（2013年2月）尚非本公約的成員（雖然為了加入在磋商中），亦非歐洲人權公約的管理機構。
2. ↑  （1995）21 EHRR 97
3. ↑  （1995）21 EHRR 97 at para. 148
4. ↑  Jacobs & White, p. 56
5. ↑  Chahal v. United Kingdom（1997）23 EHRR 413.
6. ↑  Chahal v. United Kingdom（1997）23 EHRR 413; Soering v. United Kingdom（1989）11 EHRR 439.
7. ↑  Ireland v. United Kingdom（1979-80）2 EHRR 25.
8. ↑  Aksoy v. Turkey（1997）23 EHRR 553.這種方式法院稱之為「Palestinian hanging（巴勒斯坦吊刑）」但較為人知的說法應為「Strappado（吊刑）」。
9. ↑  Selmouni v. France（2000）29 EHRR 403 at para. 101.
10. ↑  Image of a Gender Recognition Certificate 的存檔，存档日期2009-01-06.
11. ↑  Cited from:the law lord's judgement （页面存档备份，存于）
12. ↑  參見；House of Lords, A v SSHD （页面存档备份，存于） [2004] UKHL 56
13. ↑  1995年4月27日Piermont v. France案，314 ECHR (series A) （页面存档备份，存于）.
14. ↑  Russia enshrines ban on death penalty （页面存档备份，存于）.
15. ↑  . 歐洲委員會.   [2009-01-23]. （原始内容存档于2011-06-06） （英语）.
16. ↑   (PDF). （原始内容 (PDF)存档于2006-02-25） （英语）.[2013-02-05檢查，連結已遺失]
17. ↑   [歐洲人權公約第13號議定書]. 歐洲委員會.   [2009-01-23]. （原始内容存档于2011-04-11） （英语）.
18. ↑  . 歐洲委員會.   [2013-02-20]. （原始内容存档于2015-01-04） （英语）.
19. ↑   [歐洲人權公約第11號議定書]. 歐洲委員會.   [2013-02-05]. （原始内容存档于2015-05-14） （英语）.
20. ↑   [歐洲人權公約第14號議定書]. 歐洲委員會.   [2013-02-05]. （原始内容存档于2011-02-11） （英语）.
21. ↑  . 歐洲委員會.   [2010-02-19]. （原始内容存档于2013-12-03） （英语）.
22. ↑  修訂後歐洲人權公約第59條。
23. ↑  . 歐洲委員會.   [2013-02-05]. （原始内容存档于2014-07-16） （英语）.
24. ↑  . 歐洲委員會.   [2013-02-05]. （原始内容存档于2013-01-31） （英语）.
25. ↑  . 歐洲委員會.   [2009-07-06] （英语）.

## 外部連結
1. [歐洲人權公約（經第11號與第14號議定書修訂）]. 歐洲委員會.   [2009-01-23]. （原始内容存档于2015-09-25） （英语）.
2. . 社團法人中華人權協會.   [2011-04-18]. （原始内容存档于2015-05-07） （中文（臺灣））.（非官方翻譯，依據1950年開放簽署，1953年生效的最初版本。）
3. [歐洲人權法院].   [2013-02-05]. （原始内容存档于2013-05-20） （英语）.
4. . ECHR.   [2013-02-05]. （原始内容存档于2021-02-25） （英语）.
5. 「歐洲委員會」的條約和議定書清單 （页面存档备份，存于）
6. 廖福特.  (PDF). 新世紀智庫論壇. December 2006, (第8期): 58–64  [2013-02-05]. （原始内容存档 (PDF)于2020-10-13） （中文（臺灣））.